# خانه بنی کاظمی
خانه بنی کاظمی در کاشان، محله قدیمی کوشک صفی واقع شده و این اثر در تاریخ ۳۰ خرداد ۱۳۷۷ با شمارهٔ ثبت ۲۰۳۱ به‌عنوان یکی از آثار ملی ایران به ثبت رسیده است.